# 克萊門特·穆迪
克萊門特·穆迪爵士（英語：Sir Clement Moody，1891年5月31日—1960年7月6日）是一名英國皇家海軍軍官，1945年至1946年擔任東印度艦隊總司令，1946年至1948年擔任南大西洋艦隊總司令。

## 海軍生涯
克萊門特·穆迪於1911年成為英國皇家海軍少尉，並參加第一次世界大戰。1935年，克萊門特·穆迪擔任輕巡洋艦庫拉科亞號（HMS Curacoa）艦長。1937年，克萊門特·穆迪轉任航空母艦鷹號（HMS Eagle）艦長。
第二次世界大戰爆發後，1943 年，他被任命為本土艦隊航空母艦編隊的副司令，1944年4月，他指揮了“駕駛艙行動”，對沙璜的日本港口和石油設施發動襲擊。二戰結束後，克萊門特·穆迪於1945年12月15日到1946年3月8日繼續擔任東印度艦隊總司令。他在英國皇家海軍的最後一項職位是於1946年擔任南大西洋艦隊總司令直到1948年退休。
克萊門特·穆迪最終晉升英國皇家海軍上將。